# Idioma kwalhioqua-tlatskanai
El Kwalhioqua-Tlatskanai (o Kwalhioqua-Clatskanie) es una lengua atabasca septentrional extinta durante la primera mitad del siglo XX, se hablaba en el estado de Washington, a lo largo del curso bajo del río Columbia. Se conocen varias variedades:
- Willapa (Willoopah)
- Suwal–Tlatskanai
  - Suwal
  - Tlatskanai (Clatskanie)

## Comparación léxica
Los numerales en diferentes variedades de kwalhioqua-tlatskanai son:
| GLOSA | kwalhioqua (Boas, 1924) | tlatskanai (Hale, 1840) | PROTO- KT   |
| ----- | ----------------------- | ----------------------- | ----------- |
| '1'   | txlíé                   | thlie                   | *tʰlie      |
| '2'   | ntáuke                  | nátoke                  | *nátoke     |
| '3'   | táqe                    | taqe                    | *taqe       |
| '4'   | tnútce                  | tóntçe                  | *tóntce     |
| '5'   | tsukwalóe               | tsokwaláe               | *tsokwalái  |
| '6'   | kwustánahe              | kwostánahe              | *kwostánahi |
| '7'   | costicita               | costcita                | *kosticita  |
| '8'   | tcániwaha               | tcaniwaha               | *tcaniwaha  |
| '9'   | txléweet                | thleweet                | *tʰléweːt   |
| '10'  | kwunéçin                | kwonéçin                | *kwonéçin   |